# إدغاردو سيمون
إدغاردو سيمون (بالإسبانية: Edgardo Simón)‏ مواليد 16 ديسمبر 1974، هو دراج أرجنتيني في صنف سباق الدراجات على الطريق وعلى المضمار. شارك في دورة الألعاب الأولمبية الصيفية.

## روابط خارجية
- إدغاردو سيمون على موقع الاتحاد الدولي للدراجات (الإنجليزية)
- إدغاردو سيمون على موقع أرشيف الدراجات (الإنجليزية)
- إدغاردو سيمون على موقع إحصائيات الدراجات الإحترافية (الإنجليزية)
- إدغاردو سيمون على موقع نسبة الدراجات (الإنجليزية)
- إدغاردو سيمون على موقع أوليمبيديا (الإنجليزية)